# Большереченское муниципальное образование (Иркутская область)
Большере́ченское муниципа́льное образова́ние — городское поселение в Иркутском районе Иркутской области России.
Административный центр — посёлок городского типа Большая Речка.

## Границы
Согласно закону «О статусе и границах муниципальных образований Иркутского района Иркутской области» 

«…За начальную точку границы принята береговая точка на западной окраине пос. Ангарские хутора. Далее граница выходит, пересекая Иркутское водохранилище, на левый берег на границу со Слюдянским районом. Затем по смежеству со Слюдянским районом проходит в юго-западном направлении по водоразделу у пади Малолетняя в район высоты с отметкой 852,0 по южным и юго-западным границам кварталов 190, 178, 166, 154, 147, 141, 113, 105, 73, 71, 89, 85, 74, 73, 72, 71 Байкальского лесничества Прибайкальского национального парка. От точки, расположенной по смежеству со Слюдянским районом, граница идет на протяжении 750 м на северо-восток от высоты с отметкой 741,0, расположенной в квартале 70. Далее граница проходит в северо-западном направлении, изгибаясь по истоку р. Дабат, до слияния с реками Шинихата и Курма. Затем проходит на север по фарватеру Курминского залива до залива Большой Ка-лей, под острым углом поворачивает на юго-восток в Бурдаковский залив и идет по центральной части залива на северо-восток до береговой границы д. Бурдаковка, в северный угол квартала 116 Таль-цинского лесничества Ангарского лесхоза. Далее граница проходит в юго-восточном направлении по северным границам кварталов 114 и 115 до р. Бурдугуз на расстоянии 3 км. Затем под углом 100 поворачивает на северо-восток и проходит по долине р. Бурдугуз по северо-западным границам кварталов 98, 86, 72, 60, 49, 38, 27, 16, 7, 2, 1 Ангарского лесничества Тальцинского лесхоза на расстоянии 21,1 км. Далее от северного угла квартала 1 под острым углом граница поворачивает на юг и проходит по восточным границам кварталов 1 и 2 на расстоянии 2,5 км до северо-западной границы квартала 4. Затем поворачивает на северо-восток и по ломаной линии идет, оконтуривая кварталы 4 и 5 до Ангарского лесхоза Тальцинского лесничества. Далее граница продолжается на восток от юго-западного угла квартала 112 Ключевского лесничества Ангарского лесхоза и проходит по южным границам кварталов 112, 124, 125, 116, 117, 118, 119, 120, 121, 122 на расстоянии 13,6 км. Затем граница под острым углом поворачивает на юго-запад из северовосточного угла квартала 9 Прибайкальского национального парка Листвянского лесхоза и проходит по восточным границам кварталов 9, 21, 33, 46, 60, 75, 90, 104, 118, 245, 249, 258, 267, 279, 298, 307, 325, 345 и 346 на протяжении 24 км. Из юго-восточного угла квартала 346 граница поворачивает на запад и проходит по южным границам кварталов 346, 344, 343, 342, 341, 340, 339, 338, 337, 334, 333, 332, 331, 330 на расстоянии 15 км. Далее граница под прямым углом поворачивает на юг и проходит по восточной границе квартала 329 на расстоянии 500 м, затем под прямым углом поворачивает на запад и проходит по южным границам кварталов 329, 328 на расстоянии 2 км, затем поворачивает на юг и проходит по восточным границам кварталов 349, 353, 356, 360 на расстоянии 3,8 км, под прямым углом поворачивает на запад и проходит по южным границам кварталов 260, 359 на расстоянии 3 км. Затем поворачивает на юг и проходит по восточным границам кварталов 363, 367, 372 на расстоянии 3 км. Далее граница поворачивает на запад и проходит по южным границам кварталов 372, 371, 370, 369 на расстоянии 2,8 км, пересекая дорогу «Иркутск - Листвянка», и выходит в начальную точку на левый берег Иркутского водохранилища.».

## Население
| 2010  | 2011  | 2012  | 2013  | 2014  | 2015  | 2016  |
| ----- | ----- | ----- | ----- | ----- | ----- | ----- |
| 2797  | ↘2795 | ↗2862 | ↗2953 | ↗3033 | ↗3102 | ↗3168 |
| 2017  | 2021  |       |       |       |       |       |
| ↘3167 | ↘2964 |       |       |       |       |       |

## Состав городского поселения
| № | Населённый пункт | Тип населённого пункта      | Население |
| - | ---------------- | --------------------------- | --------- |
| 1 | Берёзка          | посёлок                     | ↗3        |
| 2 | Большая Речка    | пгт, административный центр | ↘2715     |
| 3 | Бурдугуз         | посёлок                     | ↗138      |
| 4 | Бутырки          | посёлок                     | ↗17       |
| 5 | Дорожный         | посёлок                     | ↗26       |
| 6 | Тальцы           | посёлок                     | ↘5        |
| 7 | Черемшанка       | посёлок                     | →6        |

## Флаг

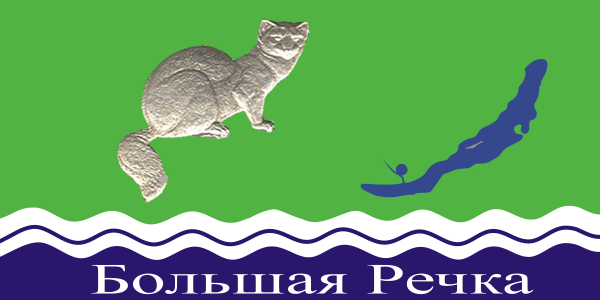
Флаг

Флаг утверждён 26 апреля 2012 года решением Думы Большереченского муниципального образования2 № 3-1/дгп и, как нарушающий российские вексиллологические нормы, в Государственный геральдический регистр Российской Федерации не внесён.
Флаг — полотнище зелёного цвета, на котором нанесено стилизованное изображение озера Байкал и участка реки Ангара, на берегу которой кружком синего цвета обозначен рабочий посёлок Большая Речка. В нижней части флага расположена надпись «Большая Речка» на фоне синего цвета, стилизованного под волны реки Большая, в честь которой и назван посёлок. На зелёном фоне нанесено стилизованное изображение серебряного соболя. Соотношение ширины и длины флага Большереченского муниципального образования должно составлять 1:2.